# فارنورث
فارنورث (به انگلیسی: Farnworth) یک شهرک در بریتانیا است که در Bolton واقع شده‌است. فارنورث ۳۰٬۲۷۱ نفر جمعیت دارد.